# Autoroute A6 (Luxembourg)
Pour les articles homonymes, voir Autoroute A6.
L'autoroute A6 (luxembourgeois : Autobunn A6), appelée aussi autoroute d'Arlon, est une autoroute qui relie Luxembourg à la Belgique. Elle débute à la Croix de Gasperich, un échangeur au sud de Luxembourg, et se termine à Windhof où elle passe la frontière belge et rejoint l'autoroute belge A4.

## Historique
La construction de l'A6 débute en 1970.
Le premier tronçon mis en service en 1976 est celui entre la croix de Cessange et l'échangeur de Strassen. Deux ans plus tard, en 1978, elle est raccordée à la croix de Gasperich. Enfin, l'autoroute est prolongée en 1982 jusqu'à la frontière avec la Belgique, complétant ainsi l'autoroute.
Son ouverture a permis de délester la route nationale 6 qui est maintenant délaissée.

## Description

### Caractéristiques
L'autoroute A6 relie la Croix de Gasperich, au sud de Luxembourg, à la frontière avec la Belgique et à l'autoroute belge A4 vers Arlon à l'ouest. Administrée par l'administration des ponts et chaussées, sa longueur est de 20,791 km et constitue une partie de la route européenne 44 (E44) de la sortie no 5 à la Croix de Gasperich et de la route européenne 25 (E25) sur toute sa longueur.
Elle enjambe successivement les cours d'eau Eisch, le Faulbach (lb), la Mamer, la Pétrusse, le ruisseau de Cessange (lb) et le Drosbach.

### Sorties
|   | Dénomination       | Destinations                                                     | BK   |
| - | ------------------ | ---------------------------------------------------------------- | ---- |
|   | Frontière belge    | Arlon, Bruxelles, Liège                                          | 20,6 |
| 1 | Steinfort          | Steinfort (dont Kleinbettingen), Koerich (dont Windhof), Garnich | 17,0 |
|   | Aire de Capellen   |                                                                  | 15,8 |
| 2 | Mamer              | Mamer (dont Capellen, Holzem), Kehlen                            | 13,1 |
| 3 | Bridel 181         | Strassen, Kopstal (dont Bridel), Bertrange                       | 8,6  |
| 4 | Strassen           | Strassen, Luxembourg (quartier Rollingergrund / Belair-Nord)     | 7,0  |
| 5 | Helfenterbrueck    | Luxembourg (quartier Merl), Bertrange                            | 5,4  |
|   | Croix de Cessange  | Autoroute d'Esch                                                 | 3,0  |
|   | Croix de Gasperich | Autoroute de Trèves Autoroute de Dudelange                       | 0,0  |

### Ouvrages d'art
L'autoroute ne compte pas d'ouvrages d'art remarquables.

## Statistiques de fréquentation
Pour des raisons techniques, il est temporairement impossible d'afficher le graphique qui aurait dû être présenté ici.

## Galerie d'images

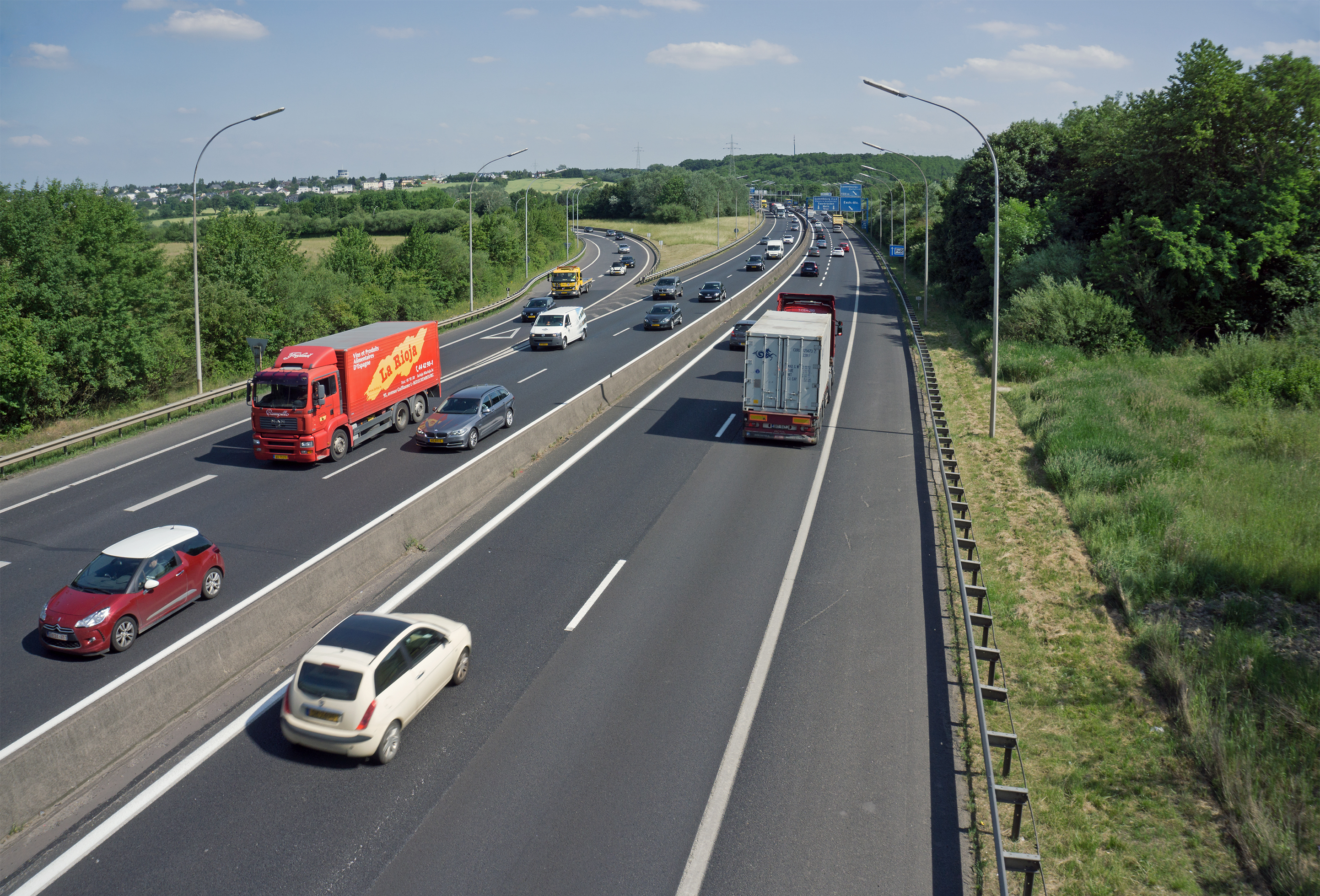
L'A6 entre la « Croix de Gasperich » et la « Croix de Cessange ».
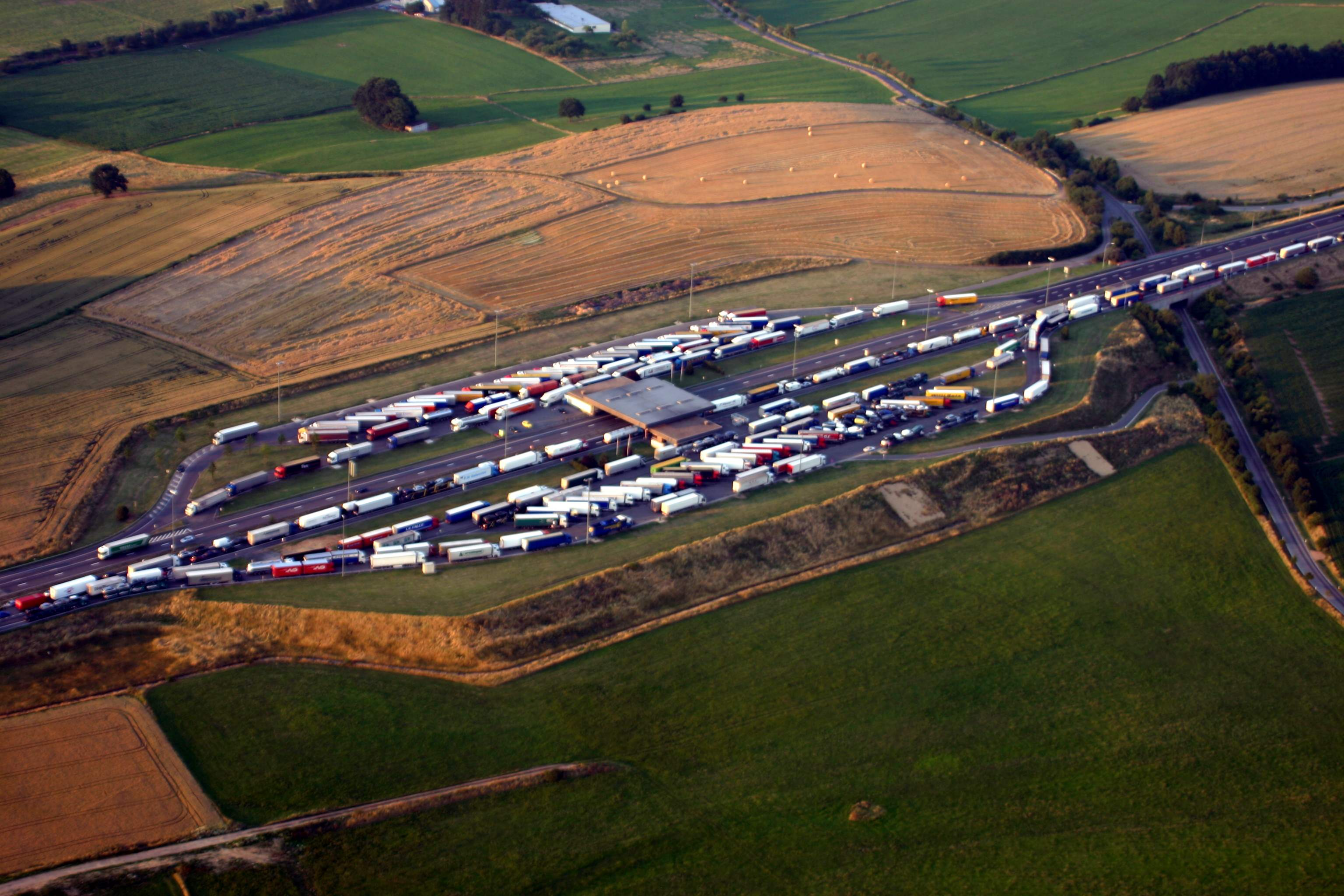
Frontière entre la Belgique et le Luxembourg à Sterpenich.